# Elisabeth Pfurtscheller
Elisabeth Pfurtscheller (* 6. März 1964 in Breitenwang, Tirol) ist eine österreichische Politikerin (ÖVP). Sie war seit Oktober 2013 Abgeordnete zum österreichischen Nationalrat. Bei der Nationalratswahl 2017 wurde sie nicht wiedergewählt. Von März bis September 2018 war sie vom Tiroler Landtag entsendetes Mitglied des Bundesrates. Vom 6. September 2018 bis zum 23. Oktober 2024 war sie wieder Nationalratsabgeordnete.

## Leben
Elisabeth Pfurtscheller besuchte die Volksschule und die Unterstufe des Gymnasiums, beides in Reutte. Danach besuchte sie von 1978 bis 1981 die Höhere Lehranstalt für wirtschaftliche Berufe in Imst. 1981 fand sie Arbeit als Kaufmännische Angestellte bei einem Installationsunternehmen in Reutte, in welchem sie bis 1997 tätig war. 1997 wechselte sie als Leiterin des Rechnungswesens in ein Architekturbüro, ebenfalls in Reutte. Von 1996 bis 2000 besuchte sie die Fachhochschule im deutschen Rendsburg, an der sie Betriebswirtschaftslehre studierte und den Titel Diplomkauffrau erwarb.
Ihre politische Karriere begann 2006, als sie zur stellvertretenden ÖVP-Parteivorsitzenden der Gemeinde Reutte gewählt wurde. 2009 folgte die Wahl zur Bezirksobfrau der Österreichischen Frauenbewegung für den gesamten Bezirk Reutte. Nur ein Jahr später, 2010, zog sie für die Volkspartei in den Gemeinderat von Reutte ein.
Im Oktober 2013 schließlich folgte die Angelobung als Nationalratsabgeordnete.
Nach der Landtagswahl in Tirol 2018 wurde sie vom Tiroler Landtag entsendetes Mitglied des Bundesrates. Im September 2018 rückte Pfurtscheller für Dominik Schrott in den Nationalrat nach, Elisabeth Mattersberger übernahm ihr Mandat im Bundesrat.
Elisabeth Pfurtscheller ist geschieden und Mutter eines Sohnes.